# Bronisław Gajda
Bronisław Gajda (ur. 8 sierpnia 1919 w Kępicach, zm. 6 października 1995 w Warszawie) – polski technolog transportu, profesor zwyczajny Politechniki Warszawskiej.

## Życiorys
W 1954 ukończył studia na Politechnice Warszawskiej, w 1960 obronił doktorat, w 1966 habilitował się. W 1971 uzyskał stopień profesora nadzwyczajnego, a w 1982 profesora zwyczajnego.
W latach 1949–1955 był autorem planu szkolenia kadr zawodowych dla resortu kolejnictwa i komunikacji, w 1949 był organizatorem Departamentu Szkolenia Zawodowego w Ministerstwie Komunikacji, w 1950 pracował w Instytucie Naukowo-Badawczym Kolejnictwa, a następnie w Centralnym Ośrodku Badań i Rozwoju Techniki Kolejowej, od 1958 był pracownikiem naukowo-dydaktycznym Instytutu Transportu Politechniki Warszawskiej.
Spoczywa na starym cmentarzu na Służewie w Warszawie przy ul. Fosa.

## Członkostwo
- Polska Partia Socjalistyczna (1946-1948), Polska Zjednoczona Partia Robotnicza (od 1948);
- Komitet Transportu PAN.

## Prace badawcze
- modernizacja sieci rozrządowych PKP (1966);
- obliczenia kinetyczne górki rozrządowej (1967);
- kompleksowa automatyzacja pracy stacji rozrządowych (1971);
- modyfikacja organizacji technicznej służby dyspozytorskiej PKP (1974);
- system organizacji przewozów wahadłowych węgla na sieci PKP (1974);
- transport szynowy w obsłudze wielkich aglomeracji miejskich (1975);
- metody i środki oddziaływania dla skrócenia czasu obrotu wagonów towarowych (1976);
- studium usprawnienia przewozów pasażerskich w ruchu podmiejskim wielkich aglomeracji (1977);
- automatyzacja procesu hamowania wagonów towarowych rozrządzanych sposobem grawitacyjnym (1978);
- problematyka transportu szynowego w obsłudze aglomeracji i konurbacji miejskich (1978);
- zasady technologii pracy stacji kolejowych (1981);
- wydajność transportu szynowego (1985).

## Publikacje
Bronisław Gajda opublikował ok. 130 prac dotyczących technologii pracy transportu lądowego, problematyki eksploatacji technicznej, wydajność kolei oraz obsługi przewozów pasażerskich w aglomeracji miejskiej.
- Stacje rozrządowe. Modernizacja i automatyzacja ich pracy (1966);
- Prowadzenie ruchu pociągów (1977);
- Technika ruchu kolejowego (1978);
- Organizacja transportu kolejowego (1986).

## Odznaczenia
- Krzyż Kawalerski Orderu Odrodzenia Polski;
- Odznaka tytułu honorowego „Zasłużony Kolejarz Polskiej Rzeczypospolitej Ludowej”.